# Pajjin
Pajjin (egyszerűsített kínai írással: 白银市, pinjin: Báiyín) prefektúra szintű város Kínában, Kanszu tartományban. Lakosainak száma 1 512 110 fő (2020).

## Népesség
| 2010 | 1 708 751 |
| 2020 | 1 512 110 |

## Testvérvárosok
- Simkent
- Breszt
- Ponca City
- Kiskunmajsa
- Kiskunfélegyháza
- Khorgos